# Pseudoboletus
Pseudoboletus — рід базидіомікотових грибів родини Болетові (Boletaceae). Відомо два види, що поширені у північній півкулі у зоні помірного клімату. Ці гриби паразитують на грибах родів Scleroderma та Pisolithus.